# Algirdas Lauritėnas
Teodoras Algirdas Adamo Lauritėnas (Kaunas, 5 novembre 1932 – Kaunas, 7 agosto 2001) è stato un cestista sovietico.

## Carriera
Con l'Unione Sovietica ha disputato i Giochi olimpici di Melbourne 1956 e tre edizioni dei Campionati europei (1953, 1955, 1957).